# 大山 (鳥取県)
大山（だいせん）は、日本の鳥取県にある標高1,729メートルの山。成層火山であるが、活火山としては扱われていない。鳥取県および中国地方の最高峰でもある。角盤山（かくばんざん）とも呼ばれるほか、鳥取県西部の旧国名が伯耆国であったことから伯耆大山（ほうきだいせん）、見る方角によっては富士形に見えるその山容から、郷土富士として伯耆富士や出雲富士とも呼ばれる。日本百名山や日本百景にも選定され、鳥取県のシンボルの一つとされている。

## 概要

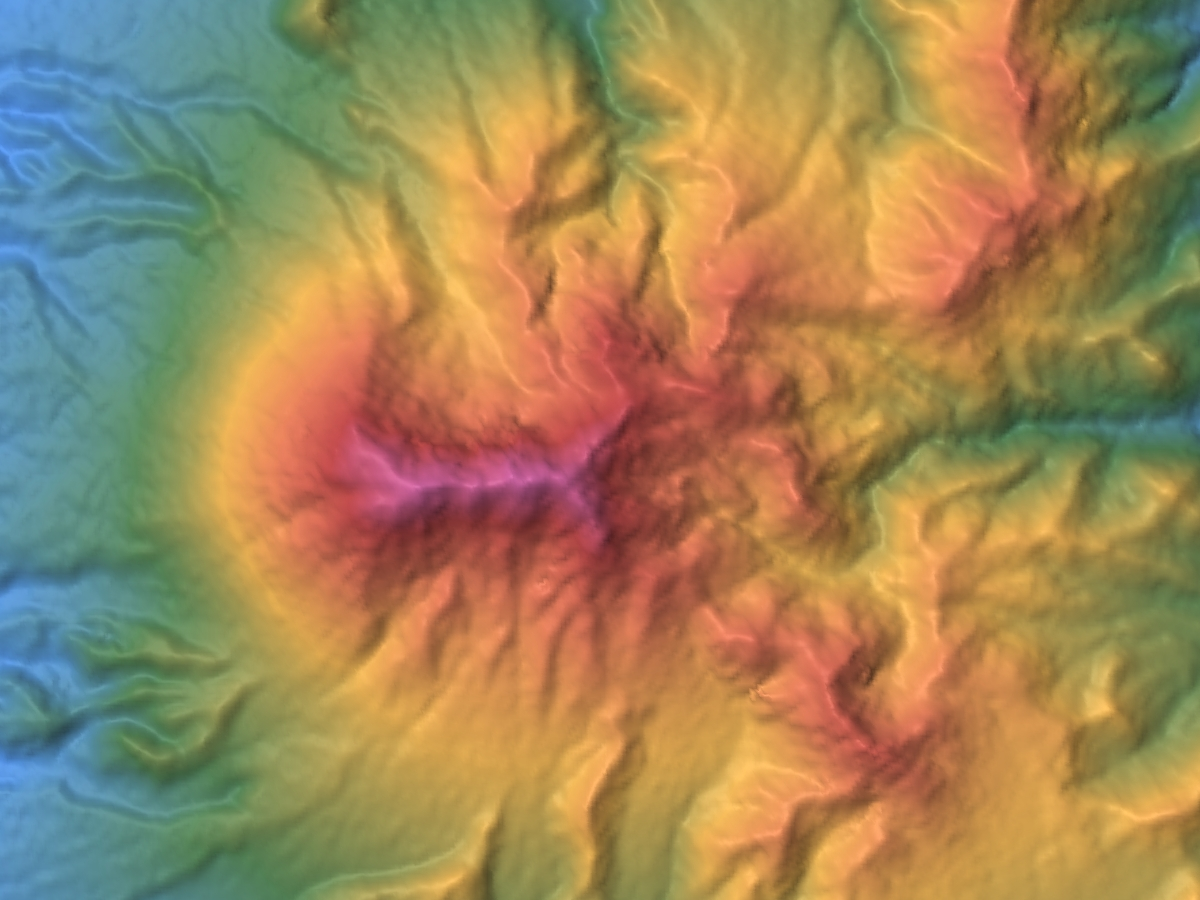
弥山溶岩ドームの地形図

大山は中国山地の連なりからやや北に離れた位置にある独立峰の火山で、その裾野は日本海に達しており主峰の剣ヶ峰や三鈷峰、烏ヶ山や船上山などの峰を持つ。山体は東西約35キロメートル、南北約30キロメートル、総体積約120立方キロメートル。日本列島におけるデイサイト質火山の中でも最大級の規模である。
広義には南東側に連なる擬宝珠山・蒜山（上蒜山、中蒜山、下蒜山）・皆ヶ山などの蒜山火山群も大山火山の一部とされることが多いが、活動場の変遷からみて蒜山火山群を大山火山と区別する場合もある。
最高点は剣ヶ峰であるが、剣ヶ峰に至る縦走路が危険であることから古くから第二峰の弥山（みせん 1,709メートル）で祭事が行われたことから、一般には弥山を頂上としている。
一帯は大山隠岐国立公園に指定されており、標高800メートルから1,300メートルは西日本最大のブナ林に覆われ、その上部には亜高山針葉樹林帯がなく低木林や草原の高山帯になっている。山頂付近に見られるダイセンキャラボクの純林は国の特別天然記念物に指定されている。また、国の鳥獣保護区（大規模生息地）に指定されている（面積5,156 ha、うち特別保護地区2,266 ha）。
周辺の地域では古くから大山信仰が根強い。現存する最古の記述は『出雲国風土記』の国引き神話で、「島根半島を引き寄せた縄を繋ぎ固めるために立てた杭が石見国の三瓶山とこの大山である」とされている。
弥生時代には強力な神が住む霊峰とされ、仏教伝来後、山腹に建立された大山寺は山岳信仰や道教も採り入れながら真言宗の信仰の地として多くの修行者が訪れた。その後、大山寺は865年に宗旨が改められ天台宗別格本山角磐山大山寺として指定された。
大山は古くから修験道や仏教の修行地とされたが女人禁制とはされず、14世紀中頃に成立したとされる『大山寺縁起』では男女や身分の違いなく修行できると記されている。ただ、金門から上の地域は一般の入山が制限され、特に江戸時代には年1回の弥山禅定の儀式に大山寺の僧侶2名と先達3名しか登ることが認められなかった（大山寺の僧侶はすべて男性だったため、この山域に実質的に女性が入ることはなかった）。また、江戸時代には男女を問わず遭難者が多発しており、旧暦11月24日から2月15日まで期間は女性の大山寺参拝は禁止されていた。
明治時代になると廃仏毀釈が実施され、1875年（明治8年）には大山寺の寺号が廃絶されて寺領も多くが没収された。1903年（明治36年）に大山寺の寺号は復活したものの、42あった僧房は10となった。
大山山麓は昭和初期から開拓が始まったが因伯牛の放牧地が広がり土地利用は低位であった。1941年（昭和16年）からは旧日光村の標高600メートル付近の400町歩で松江刑務所の受刑者による開拓作業が始まったが十分な成果は得られなかった。戦後、満州からの引き揚げ者などが入植し始めると開拓域は標高1000メートル付近にまで広がった。
山頂を保護するための取り組みとして、登山時に石を1つリュックに入れて登山し山頂に置いて下山するという「一木一石運動」が、1985年（昭和60年）に結成された「大山の頂上を保護する会」によって行われている。

## 名称
大山には複数の別名が知られている。
大神岳（大神嶽）・火神岳（火神嶽）
『出雲国風土記』では「火神岳」（ほのかみだけ）または「大神岳（おおかみのたけ）」と呼ばれている。この両者に関して、大神山神社や地元のパンフレットでは大山の古名を「大神山」または「大神岳」と紹介しており、出雲国風土記の引用時に「火神岳」としているという指摘がある。その上で「火」は「大」の読み間違いとみる説もある。
角盤山
角盤山（かくばんさん）の別名もあり、14世紀に書かれた『大山寺縁起』によると兜率天の角を支える岩が落ちてきたのが大山の由来であるという。
仏峰山
『大山寺縁起』には仏峰山（ぶっぽうさん）の別名もある。
八葉峯
江戸時代の「白秋大山略絵図」には八葉峯（はちようみね）の別名がある。
このほか伯耆富士や出雲富士（郷土富士も参照）、伯耆大山などの別名もある。
大山の「山」の字を「サン」ではなく「セン」と読む理由も諸説ある。
- 大山頂上の弥山（みせん）は仏教の須弥山の略で、その名に由来しているとする説[22]
- 修験道の霊山であったため「山」の字を憚って道標などで「大仙」と書いていたからとする説[22]
- 山陰地方と中国大陸南部には交流があり呉音が使用されたとする説[22]

なお、鳥取県の周辺には氷ノ山（ヒョウノセン）、甲ヶ山（カブトガセン）、蒜山（ヒルゼン）など「セン」と読む山がいくつかある。

## 火山活動史

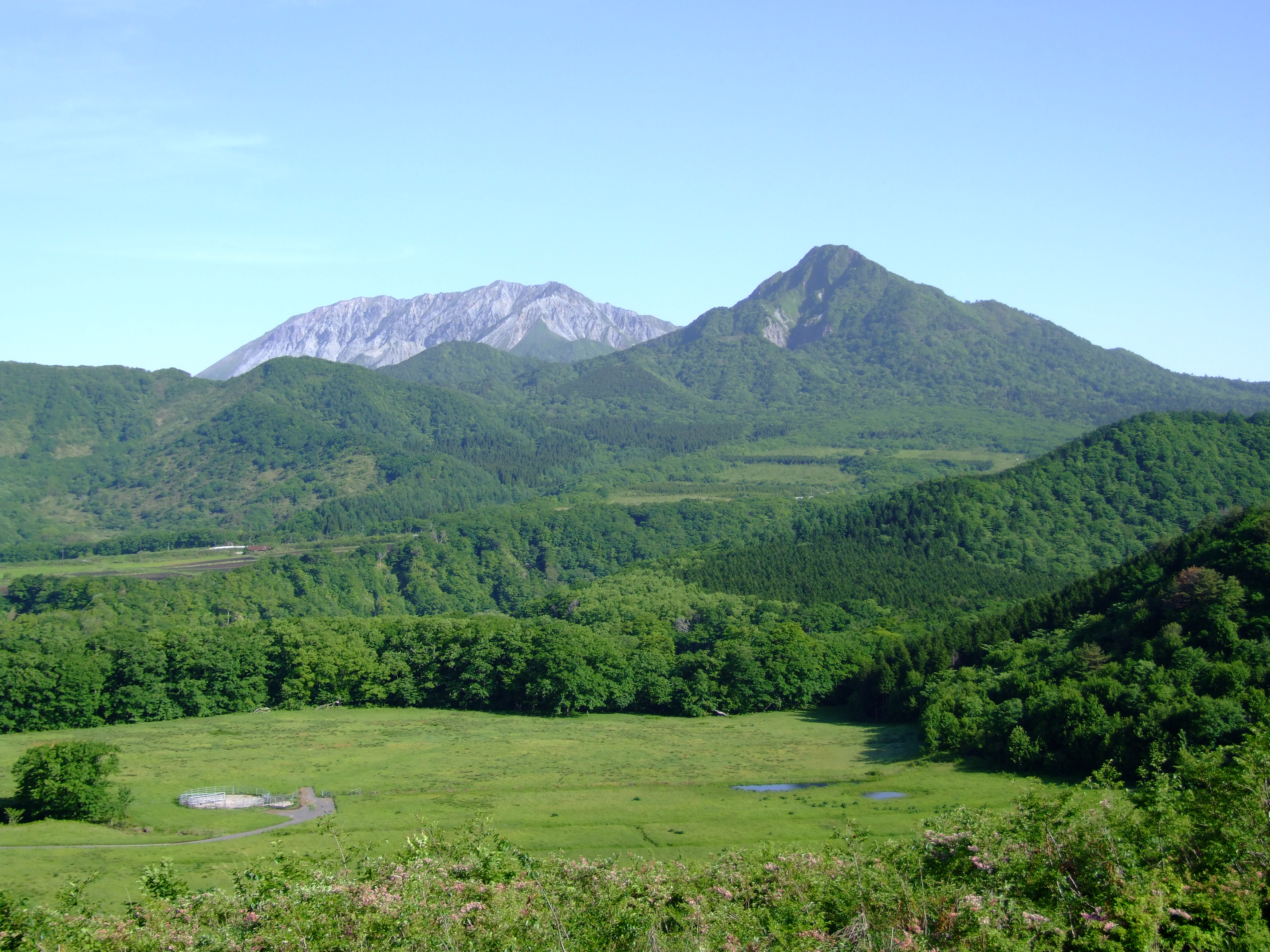
弥山溶岩ドーム（左）
烏ヶ山溶岩ドーム（右）

約100万年前から40万年前に活動した蒜山火山群および古期大山と新期大山に大別される。約35万年以降に20回のプリニー式噴火があり、最新の活動は約2万800年前（三鈷峰溶岩ドームおよび阿弥陀川火砕流堆積物）と考えられている。

### 蒜山火山群
蒜山火山群の火山活動史については「蒜山」を参照。

### 古期大山噴出物（約100万年前 - 約21万年前）
活動を開始した約100万年前から、約21万年前に噴出した大山奥津降下火砕物（DOP）直前までの噴出物を古期噴出物と呼ぶ。

#### 側火山の形成
大山火山の北西部に、3つの溶岩ドームと1つの火砕丘が噴出した。最初期の噴出は鰐抜山溶岩ドーム（約96万年前）で、のちに鈑戸山溶岩ドーム（約68万年前）、孝霊山溶岩ドーム（約30万年前）が噴出した。鍋山火砕丘も同時期に形成されたと考えられているが、溶岩の年代値は得られていない。

#### 古期溶岩類の噴出
約60万年前から約40万年前までを中心に、大山火山の広範囲でデイサイト質の溶岩が噴出した。大山火山の東部では、船上山溶岩（約102万年前 - 約35万年前）、甲ヶ山溶岩（約41万年前）、矢筈ヶ山溶岩（年代不明）、大山滝溶岩（約59万年前）が噴出した。南部では、城山溶岩（約51万年前）、笛吹山を構成する吉原溶岩（約51万年前）が噴出した。

#### 大規模な火山麓扇状地の形成
古期大山の裾野には、西は米子市福市、北は大山町豊成海岸、東は倉吉市国分寺、南は真庭市蒜山上徳山延助まで至る、複数の広大な火山麓扇状地が形成された。これらの扇状地の構成物は土石流堆積物を主体とし、火山麓扇状地6堆積物、溝口凝灰角礫岩層、古期扇状地Ⅰ面堆積物などの総称で呼ばれる。これらの火山麓扇状地はMIS8（約30万年前）には段丘化したと考えられており、地形面は侵食が進んでおり、下流部にわずかに原地形面を残すのみである。

### 新期大山噴出物（約21万年前 - 現在）
約21万年前に噴出した大山奥津降下火砕物（DOP）以降の噴出物を新期噴出物と呼ぶ。

#### 大山最下部テフラ層（約21万年前 - 約15万年前）
大山最下部テフラ層の形成期の噴出物は、その多くが広域テフラとして認められる降下火砕物からなり、溶岩流や溶岩ドームは認められていない。大山奥津降下火砕物（DOP：約21万年前）は、大山火山で認められる最初期の広域テフラであり、大山から東南東10キロメートル地点で層厚3メートル以上を示す。遠方では京都府綾部市（大山から東約150キロメートル）で層厚20センチメートルを示す。大山別所降下火砕物（DBP：約19万年前）は、真庭市蒜山別所を模式地とする広域テフラであり、大山から東南東10キロメートル地点で層厚3メートル以上を示す。そのほか、大山淀江（樋谷）降下火砕物（DYP：約17万年前）など、複数回のプリニー式噴火による火砕物が噴出している。

#### 大山下部テフラ層（約15万年前 - 約8万年前）
大山下部テフラ層の形成期の噴出物は、火砕流堆積物と、広域テフラとして認められる降下火砕物、溶岩からなる。大山松江降下火砕物（DMP：約13万年前）は、大山から北西へと降下し、出雲市周辺（大山から西約80キロメートル）で層厚約20センチメートルを示す。振子山溶岩ドーム（約11万年前）は、大山東方の振子山と振袖山を構成する溶岩ドームである。名和火砕流堆積物（約10万年前）は大山町名和を模式地とする火砕流堆積物である。名和軽石流とも呼ばれるが軽石は全く含まれず、典型的なブロックアンドアッシュフロー（溶岩ドームの崩壊により発生した火砕流）による堆積物からなる。この火砕流は振子山溶岩ドームの崩壊により発生したものと考えられる。大山町のうち旧名和町の段丘面のほとんどを構成している。大山生竹降下火砕物（DNP：約8万年前）はプリニー式噴火による降下火砕物で、大山から東南東約10キロメートルで層厚2メートル以上を示し、遠方では兵庫県北部（大山から東南東約90キロメートル）で層厚120センチメートル、京都府越畑盆地（大山から東南東約190キロメートル）で層厚30センチメートル、富士山東麓（大山から東約450キロメートル）でも確認されている。

#### 大山中部テフラ層（約8万年前 - 約4万年前）
大山中部テフラ層の形成期の噴出物は、火砕流堆積物と、広域テフラとして認められる降下火砕物からなる。大山関金降下火砕物（DSP：約7万年前）はプリニー式噴火による降下火砕物で、大山から東約10キロメートルで層厚1メートル以上を示し、遠方では長野県木曽地域（大山から東約370キロメートル）で層厚1.5センチメートルを示す。槇原火砕流堆積物（約4万年前）は大山町槇原を模式地とする火砕流（ブロックアンドアッシュフロー）堆積物（最大層厚約20メートル）である。

##### 大山倉吉降下火砕物（DKP：約6万年前）
大山倉吉降下火砕物（DKP：約6万年前）は、大山中部テフラ層の1つであり、大山火山における最大規模の噴出物（岩石換算体積21立方キロメートル、早川法）である。日本列島を広く覆って降下しているため日本国内を代表する広域テフラの1つであり、後期更新世（約12万6000年前 - 1万1700年前）の時間指標面（鍵層）として重要性の高いものとされている。分布域は大山山麓から東方面に、山陰海岸、北陸、信州、北関東の各地に広がる。福島県西郷村真船（大山から東北東約620キロメートル）で層厚5センチメートルを示す。

#### 大山上部テフラ層（約4万年前 - 現在）
大山上部テフラ層の形成期の噴出物は、火砕流堆積物と、広域テフラとして認められる降下火砕物、溶岩からなる。烏ヶ山溶岩ドームと笹ヶ平火砕流堆積物（約2万9300年前）は大山南東部に噴出したデイサイト質溶岩ドームと、それの一部崩壊によって流下した火砕流（ブロックアンドアッシュフロー）堆積物である。笹ヶ平火砕流堆積物は江府町の船谷川上流および俣野川上流の谷底と、倉吉市関金町の野添川上流の谷底をそれぞれ埋積するように堆積し、最大層厚は100メートル以上を示す。弥山溶岩ドームと桝水原火砕流堆積物（約2万8600年前）は剣ヶ峰と弥山を構成する溶岩ドームと、それの一部崩壊によって流下した伯耆町金屋谷を模式地とする火砕流（ブロックアンドアッシュフロー）堆積物である。大山火山で最新の活動である三鈷峰溶岩ドームと阿弥陀川火砕流堆積物（約2万800年前）は、大山北東部に噴出したデイサイト質溶岩ドームと、それの一部崩壊によって阿弥陀川沿いに流下した火砕流（ブロックアンドアッシュフロー）堆積物である。なお、大山南麓の江府町御机で約3000年前の火砕流堆積物とその降下火砕物を発見したとする報告もある。しかし、現在のところ大山火山は活火山（概ね過去1万年以内に噴火した火山及び現在活発な噴気活動のある火山）に指定されていない。

## 大山火山の地形
- 弥山（剣ヶ峰含む）・孝霊山・豪円山・烏ヶ山・三鈷峰 - 溶岩ドーム[5]
- 船上山・勝田ヶ山・甲ヶ山・矢筈ヶ山・野田ヶ山 - 古期溶岩類[5]

## 気候
北壁の砂滑りには万年雪がある｡
日本海側気候の豪雪地帯であり、標高800メートル台の大山アメダスでも年降雪量は8メートルにも達する。
- 最大日降水量 - 524.0ミリメートル（2011年（平成23年）9月3日）
- 最深積雪 - 302センチメートル（2012年（平成24年）2月19日）

| 大山（標高875 m）の気候  | 大山（標高875 m）の気候 | 大山（標高875 m）の気候 | 大山（標高875 m）の気候 | 大山（標高875 m）の気候 | 大山（標高875 m）の気候 | 大山（標高875 m）の気候 | 大山（標高875 m）の気候 | 大山（標高875 m）の気候 | 大山（標高875 m）の気候 | 大山（標高875 m）の気候 | 大山（標高875 m）の気候 | 大山（標高875 m）の気候 | 大山（標高875 m）の気候 |
| 月                       | 1月                     | 2月                     | 3月                     | 4月                     | 5月                     | 6月                     | 7月                     | 8月                     | 9月                     | 10月                    | 11月                    | 12月                    | 年                      |
| ------------------------ | ----------------------- | ----------------------- | ----------------------- | ----------------------- | ----------------------- | ----------------------- | ----------------------- | ----------------------- | ----------------------- | ----------------------- | ----------------------- | ----------------------- | ----------------------- |
| 降水量 mm （inch）       | 229.9 (9.051)           | 188.7 (7.429)           | 192.3 (7.571)           | 164.1 (6.461)           | 190.5 (7.5)             | 241.0 (9.488)           | 327.6 (12.898)          | 236.9 (9.327)           | 384.7 (15.146)          | 271.9 (10.705)          | 203.1 (7.996)           | 248.4 (9.78)            | 2,850.9 (112.24)        |
| 降雪量 cm （inch）       | 268 (105.5)             | 237 (93.3)              | 152 (59.8)              | 36 (14.2)               | 1 (0.4)                 | 0 (0)                   | 0 (0)                   | 0 (0)                   | 0 (0)                   | 1 (0.4)                 | 20 (7.9)                | 176 (69.3)              | 891 (350.8)             |
| 平均降水日数 （≥1.0 mm） | 21.7                    | 17.7                    | 16.4                    | 12.2                    | 11.5                    | 12.8                    | 15.0                    | 12.7                    | 14.2                    | 13.0                    | 15.3                    | 19.6                    | 181.5                   |
| 出典：気象庁             |                         |                         |                         |                         |                         |                         |                         |                         |                         |                         |                         |                         |                         |

## 登山
登山コースは複数あり、北側斜面を登る「夏山登山コース」と「ユートピアコース」が地元自治体により一般に紹介されている。夏山登山コースは佐陀川の源流となっている行者谷の西側尾根を登り、弥山に至るルートで初心者向きとされている。ユートピアルートは行者谷の東側尾根を経て、標高1,516メートルの三鈷峰付近にあるユートピア避難小屋に至るルートで、上級者向けとされている。弥山から三等三角点地点（1,709.3メートル）や剣ヶ峰、天狗ヶ峰（1,710メートル）を経てユートピア避難小屋に至る旧縦走路は、稜線が両サイドとも崩落しており通行が禁止されている。これは特に2000年に発生した鳥取県西部地震以降、山肌の崩落が激しくなって危険なためであり、死傷事故も発生している。
夏山でさえ危険なルートが存在する大山は独立峰ゆえ容赦なく吹き付ける強風や豪雪が襲いかかる冬にはさらに厳しさを増し、「東の谷川岳、西の大山」と呼ばれるほど冬山の遭難事故が多いことでも知られている。『関西山小屋』昭和13年新年号（朋文社）に寄稿した島根県の登山家・山本禄郎（草鳴社山岳会代表）はこの当時未だ遭難死亡事故が起きていなかった大山でもいつ冬の遭難事故が起こってもおかしくはないと警告を述べているが、同誌が販売される直前の1937年12月6日にその山本らのパーティ4名が下山中に天候の急変に巻き込まれて道を見失った結果、山本を含めた3名が大山における最初の遭難死亡者となるという皮肉な事態が発生している。この状況は現在も変わらず、鳥取県警も「いったん天候が崩れると標高3,000メートル級に匹敵する厳しい山となります」と注意を促している。
登山口まではJR米子駅やJR大山口駅から大山寺行きのバスが定期運行されている。また、自家用車で登山口付近まで行く場合、鳥取県立大山自然歴史館の近くに駐車場があり、米子自動車道の溝口インターチェンジから鳥取県道45号を経由しておよそ10キロメートルである。
| 正式名称 （通称・別名）                      | 所在地       | 備考                                                                          |
| -------------------------------------------- | ------------ | ----------------------------------------------------------------------------- |
| 大山頂上避難小屋                             | 大山町大山   | 1985年（昭和60年）整備、2020年（令和2年）改築。冬季間も避難することはできる。 |
| 避難小屋（大山6合目） （大山六合目避難小屋） | 大山町大山   | 1955年（昭和30年）建設、2020年（令和2年）改築                                 |
| 避難小屋（大山） （大休峠避難小屋）          | 大山町大休峠 | 1994年（平成6年）整備                                                         |
| 避難小屋（元谷） （元谷避難小屋）            | 大山町大山   | 1984年（昭和59年）整備                                                        |
| ユートピア避難小屋 （三鈷峰避難小屋）        | 大山町大山   | 2000年（平成12年）整備                                                        |
| 避難小屋（駒鳥） （駒鳥避難小屋）            | 琴浦町野井倉 | 1949年（昭和24年）整備、2020年（令和2年）改修                                 |

## 画像解説

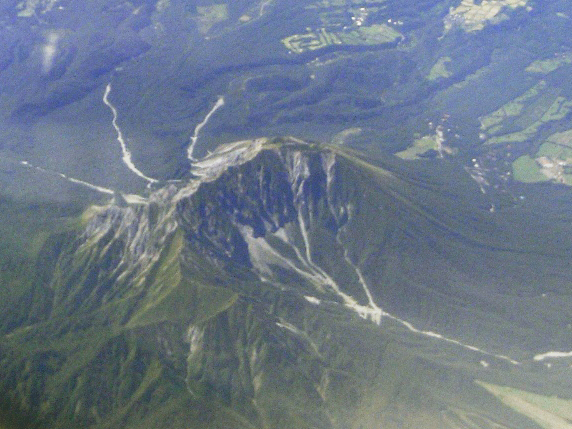
北東上空より
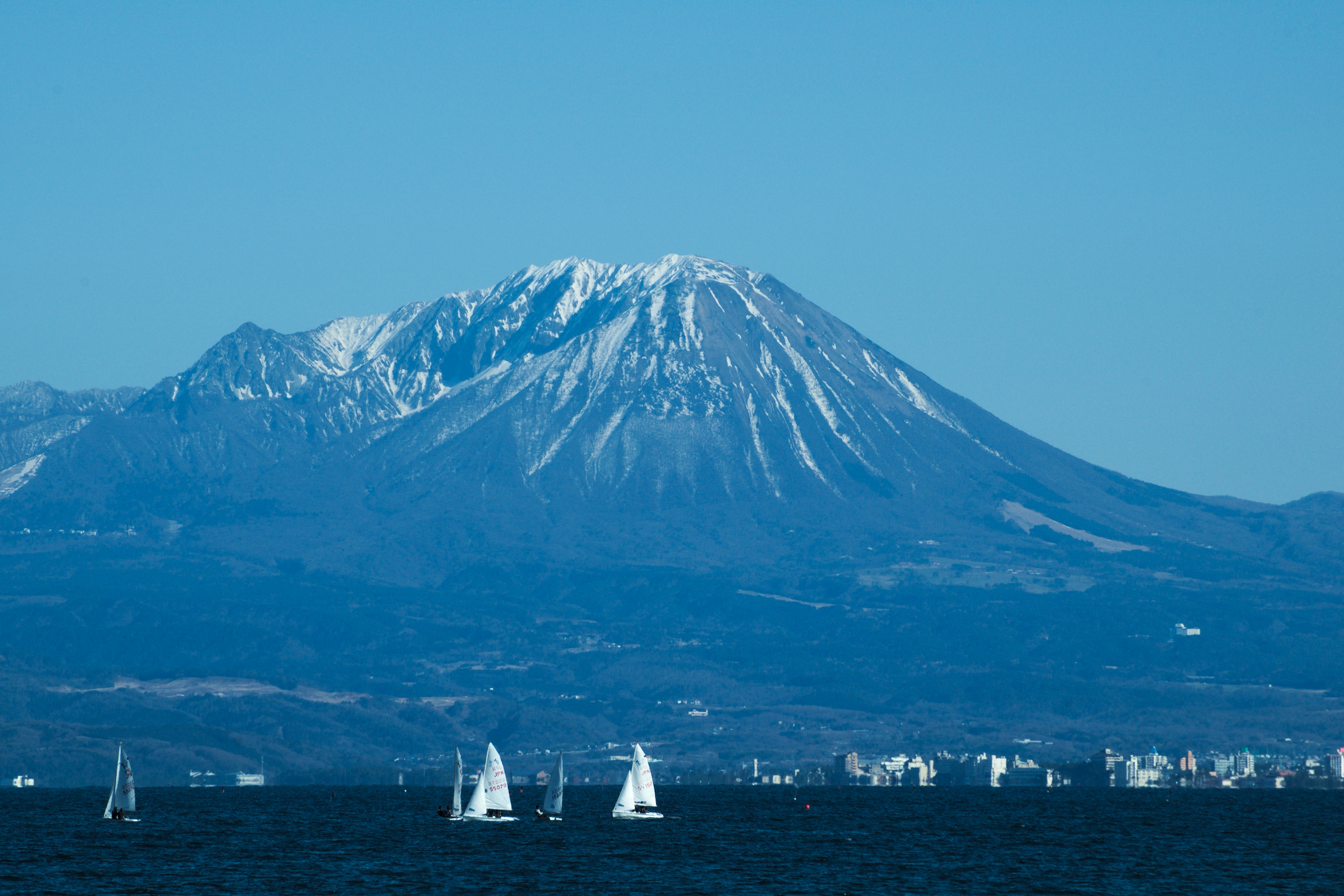
北西より
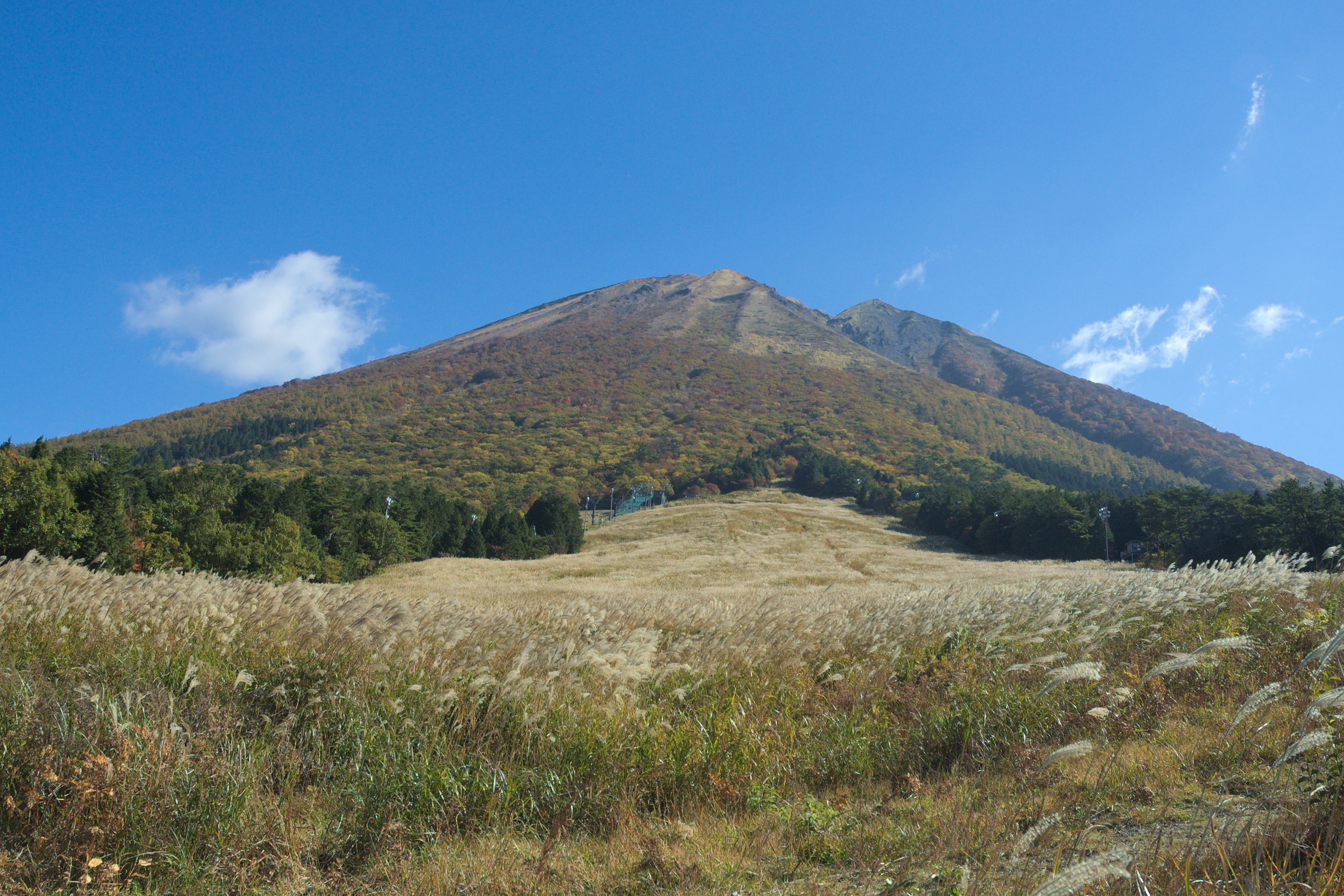
西麓から
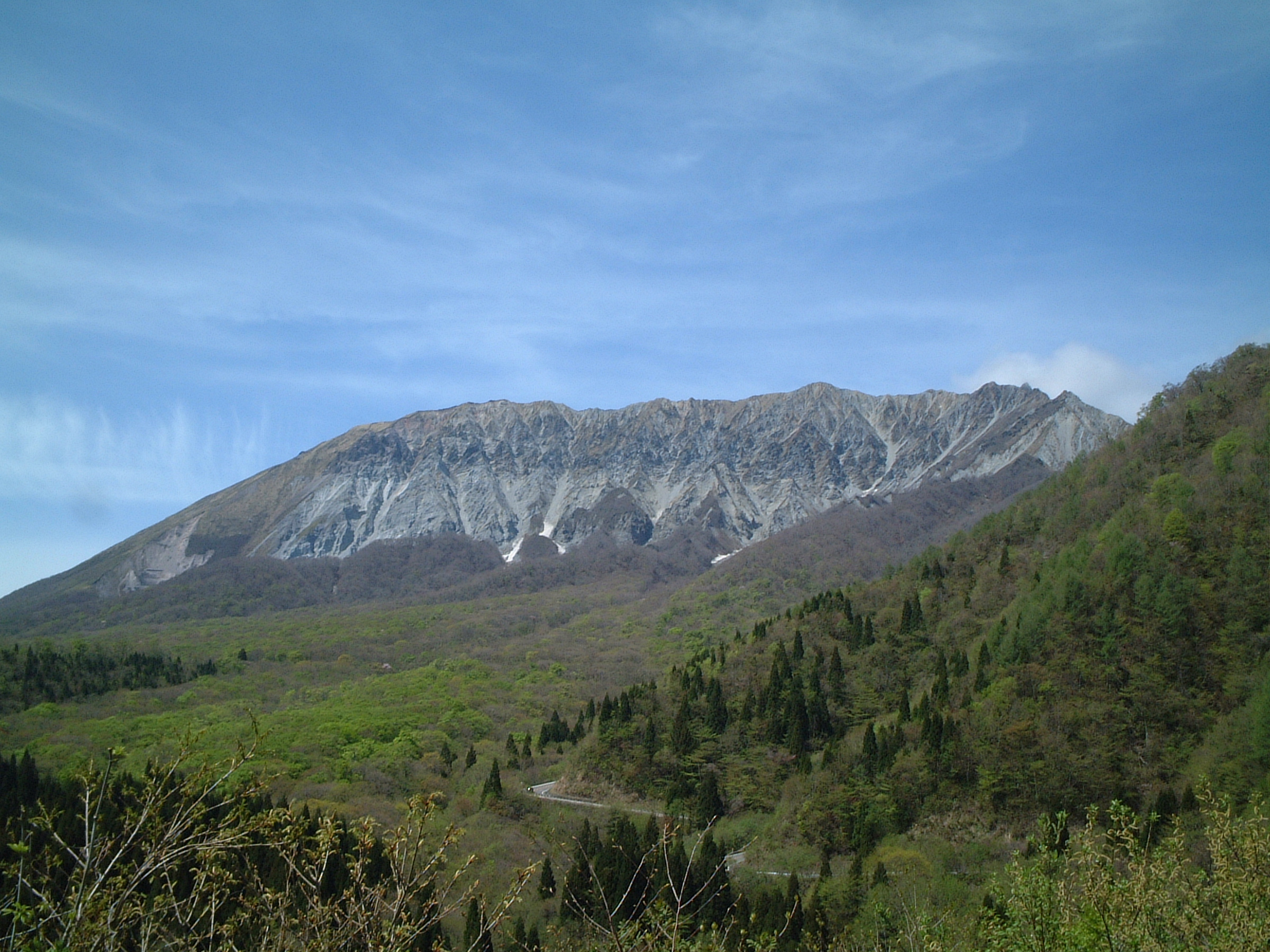
南壁（鍵掛峠から）
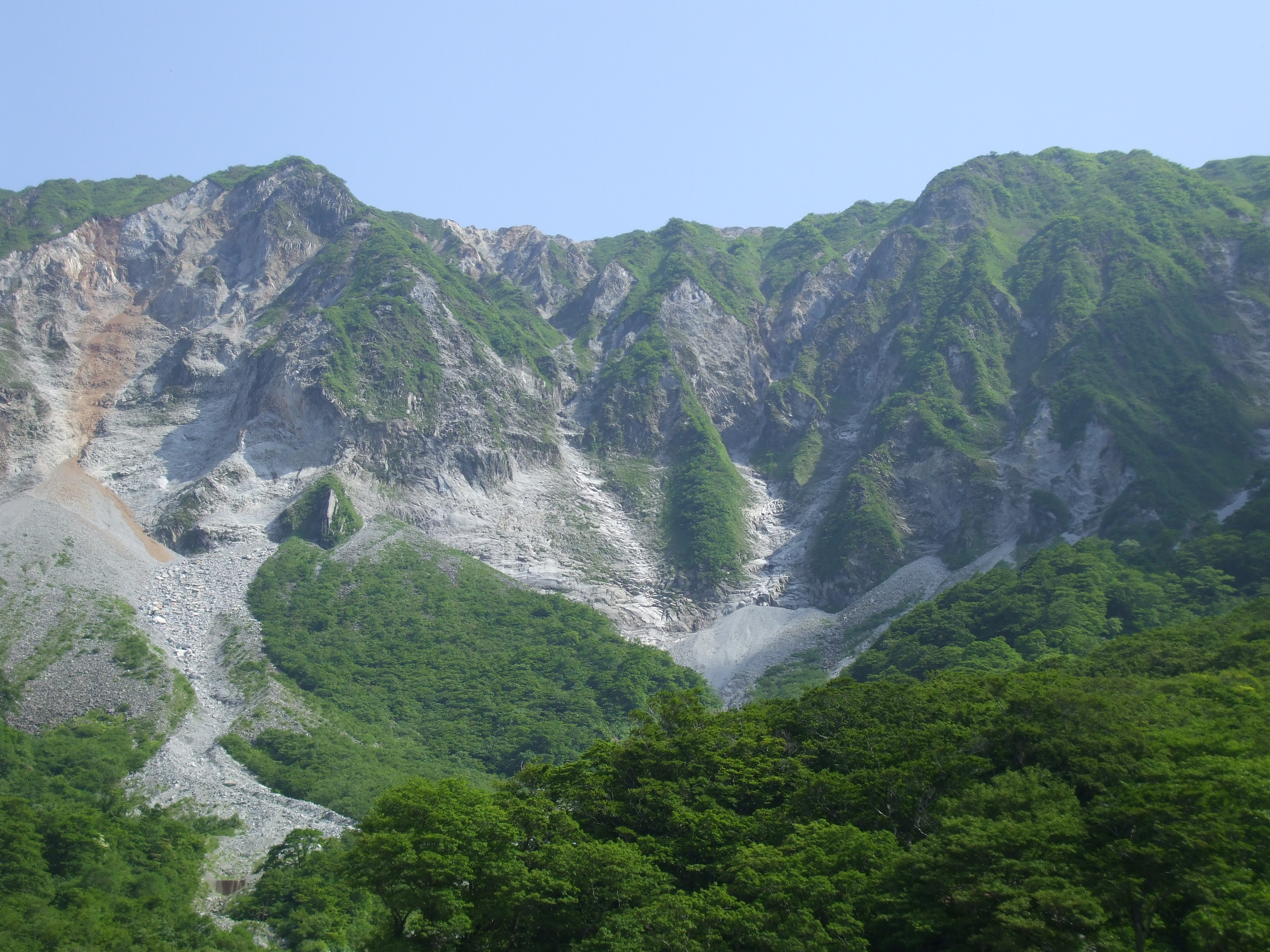
北壁
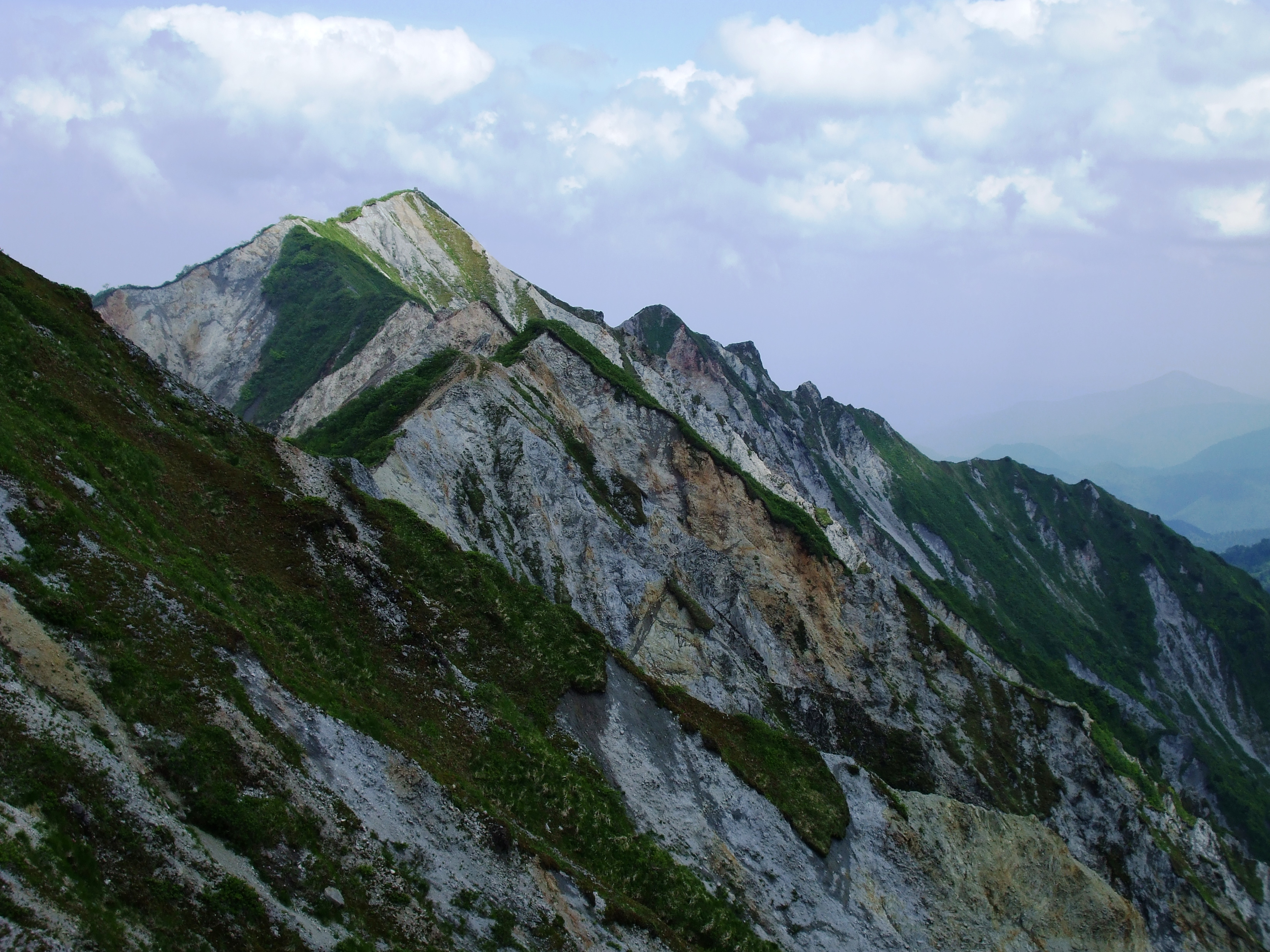
最高峰の剣ヶ峰
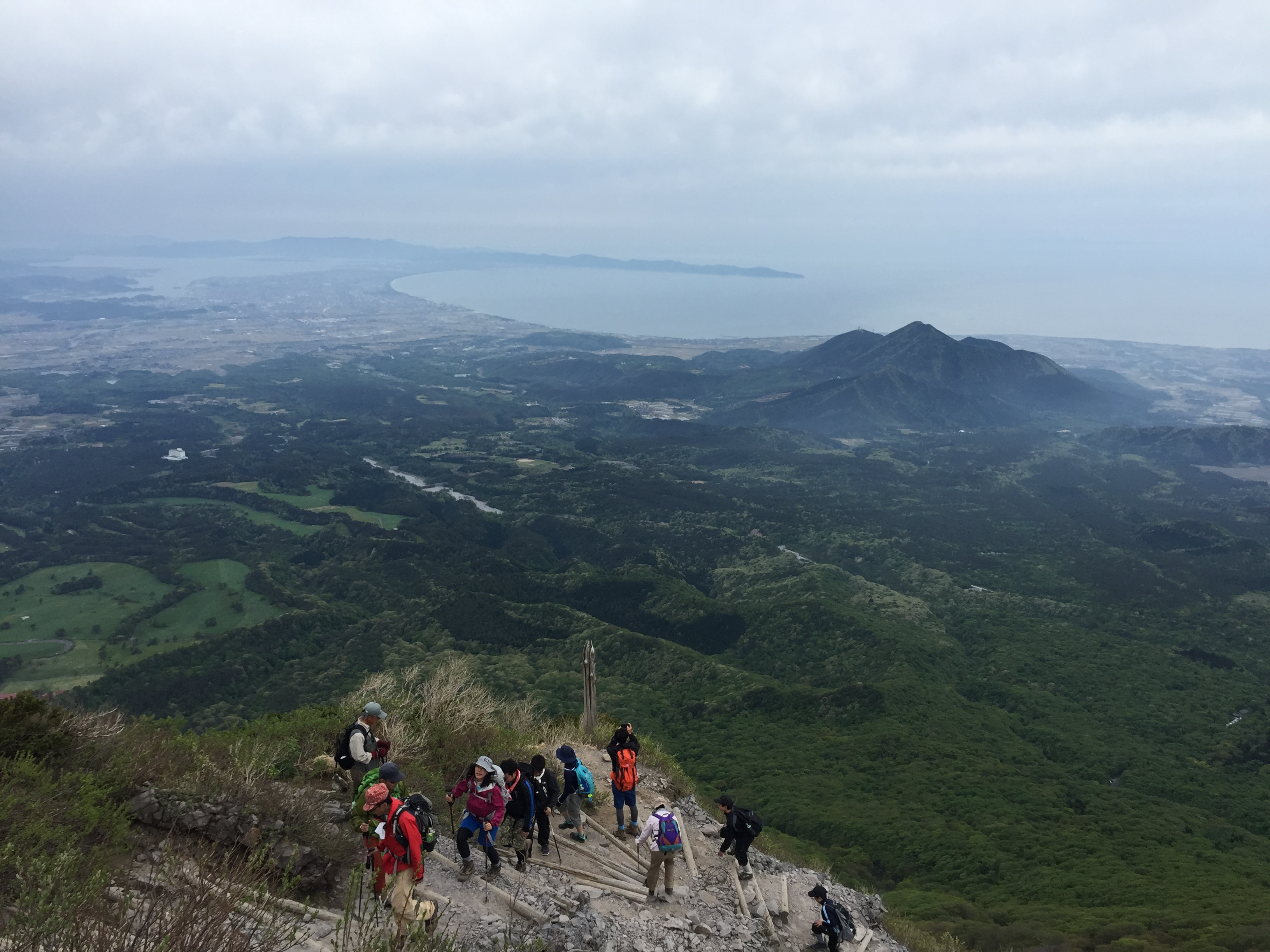
登山道より北西の眺望 右に孝霊山溶岩ド－ム
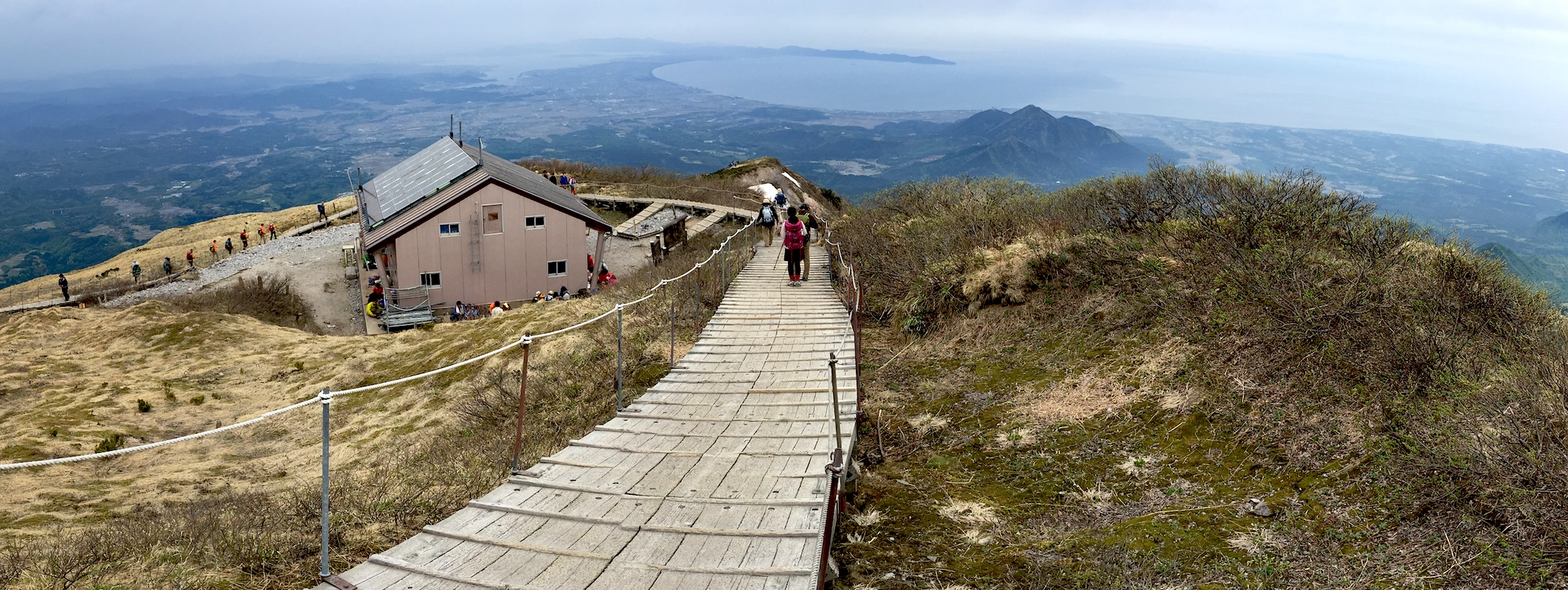
夏山登山道の最高峰、弥山にある大山頂上避難小屋
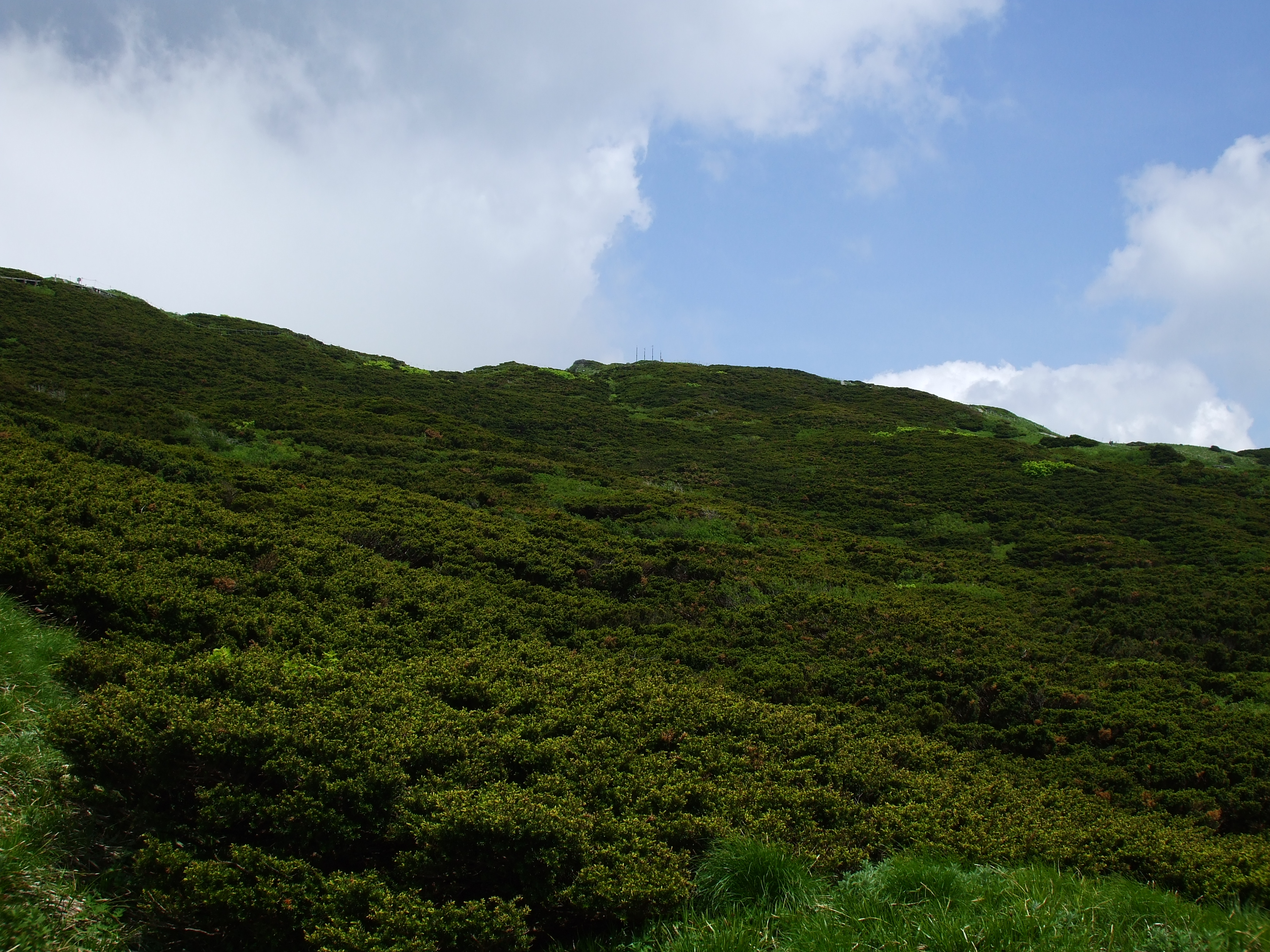
頂上付近のダイセンキャラボクの群生